# Font d'en Mamet
La Font d'en Mamet de Vilassar de Dalt es troba al Parc de la Serralada Litoral, la qual és situada al torrent del Molí d'en Cuquet, uns metres més amunt de l'entrada a Can Mamet, a peu de la pista forestal que porta de Can Maimó a la Creu d'en Boquet.

## Descripció
És una font molt rústica: només el broc encastat a la roca, unes baranes de fusta i quatre esglaons excavats a terra per baixar a la tolla natural on es recull l'aigua. Pel fet d'estar a la llera del torrent d'en Cuquet (que conserva un bon nivell d'humitat i més o menys cabal tot l'any) la font raja gairebé sempre. Malauradament, l'aigua no és potable. Recentment ha estat arranjada: l'han desbrossada, reparat els esglaons que hi baixen i reemplaçat el broc. L'aigua raja per un tub encastat a les pedres del marge, a un pam d'alçada, i cau a terra formant un petit bassal que desguassa directament al torrent. A la dreta de la font, en angle recte a aquesta, hi ha un bancal adossat al marge. Al damunt de la font trobem un rètol amb el nom de la font i un seguit d'advertències.

## Accés
És ubicada a Vilassar de Dalt: situats al Pi de la Creu de Can Boquet, cal prendre la pista que surt en direcció oest i que baixa cap a Can Maimó. La font és a la dreta, a 980 metres del pi. Coordenades: x=444326 y=4597751 z=312.